# 克薩韋羅韋
49°11′30″N 31°31′11″E / 49.19167°N 31.51972°E
克薩韋羅韋（烏克蘭語：Ксаверове）是位於烏克蘭中部的村莊，由切爾卡瑟州切爾卡瑟區的霍羅迪謝市鎮負責管轄。該村面積2.07平方公里，海拔高度136米，2010年人口389，人口密度每平方公里188.2人。